# Backlot
Un backlot (din engleză backlot) este o zonă adiacentă unui studio de film, care conține clădiri permanente sau spații adecvate pentru construcția temporară a platoului pentru scene în aer liber, în realizarea de produse de cinema și televiziune.

## Caracteristici

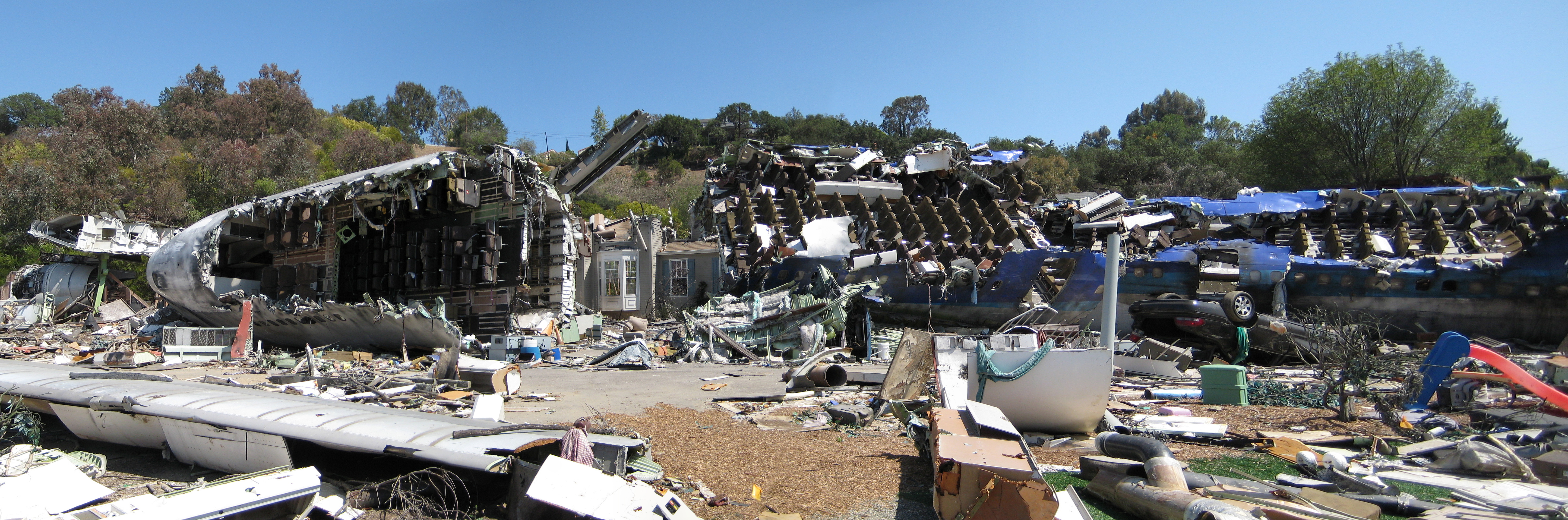
Backlotul din filmul Războiul lumilor din Universal Studios Hollywood

Pentru filmări sunt amenajate și folosite tot felul de locații, în funcție de cerințele producției respective. Adesea sunt construite doar fațadele. În cazul fronturilor unei case de exemplu, pereții din spate și amenajările interioare lipsesc cu desăvârșire. Pentru filmările de interior, sunt apoi utilizate în mod corespunzător alte seturi care nu sunt instalate pe backlot.
Aceste scenarii pot include de la munți, păduri, corăbii, până la reconstrucția unor sate mici precum cele din vechiul vest american, până la reproducerea mediilor metropolelor moderne. Sunt străzi care constituie un veritabil sortiment de stiluri arhitecturale. Un exemplu este uzina Forty Acres din Culver City, California, sau în ceea ce privește Universal Studios, casa lui Norman Bates în filmul Psyco regizat de Alfred Hitchcock.
Într-un backlot digital, actorii sunt înregistrați în fața unui ecran albastru sau verde. În afară de actori, doar cele mai simple obiecte sunt de fapt filmate. Restul este apoi introdus digital.
Scheletul sau fațada unui backlot este de obicei construită pe trei laturi și un acoperiș, cu peretele din spate și una sau două laturi lipsă. Interioarele sunt un spațiu nedefinit fără încăperi, din care se văd în spate fire electrice, cabluri, grinzi, schele. Scările sunt în general integrate în structură, pentru a permite actorilor să urce pe fereastra de la etaj sau pe acoperiș. Nu toate clădirile sunt doar „schelete”, unele au un al patrulea perete care închide spațiul. Atunci când nu sunt utilizate, aceste spații acționează ca infrastructuri pentru întreținerea sistemului de iluminat și a altor echipamente de producție; atunci când sunt folosite, se adaugă uși și ferestre, cu elemente decorative și peisaje în fundal. Pereții în formă „L” sunt plasați în interiorul intrărilor pentru a oferi iluzia unui interior.
Filmul Șei în flăcări de Mel Brooks (1974) dă posibilitatea spectatorilor să observe backlotul utilizat la Warner Bros..